# Peperomia urbanii
Peperomia urbanii är en pepparväxtart som beskrevs av William Trelease. Peperomia urbanii ingår i släktet peperomior, och familjen pepparväxter. Inga underarter finns listade i Catalogue of Life.